# Komitet Urządzający w Królestwie Polskim
Komitet Urządzający w Królestwie Polskim (ros. Учредительный комитет в Царстве Польском) – rosyjski organ powołany dla przeprowadzenia reformy uwłaszczeniowej chłopów, wprowadzenia samorządu gminnego i zreorganizowania administracji w celu zniesienia odrębności Królestwa Kongresowego i wprowadzenia instytucji rosyjskich zamiast instytucji i praw, jakie miała „Kongresówka”. Ustanowiony ukazem cara Aleksandra II Romanowa z 2 marca 1864, rozpoczął działalność 26 marca 1864 w trakcie powstania styczniowego. Komitet istniał do 1871 r.
W jego składzie znalazł się między innymi Nikołaj Milutin, projektant reform uwłaszczeniowych chłopów.